# Festival Horror Online Art de Navarra
El Festival Internacional de Cine Fantástico y de Terror de Navarra Horror Online Art es una muestra cinematográfica creada en 2012 que se realiza anualmente en la Comunidad Foral de Navarra. El festival se divide en dos partes. En primer lugar, se lleva a cabo una edición en línea a competición, donde participan los cortometrajes seleccionados en la Sección Oficial del festival. Una vez finaliza dicha edición se realiza una muestra en diferentes salas de Navarra donde se pueden ver algunas de las obras más relevantes del género. El festival está dirigido desde su creación por Cynthia Rico Abajo y Miguel Suárez del Cerro.

## Historia
En 2012, Cynthia Rico Abajo y Miguel Suárez del Cerro, viendo que Navarra carecía de un festival de cine de terror, deciden poner en marcha la primera edición del Horror Online Art. En esta primera edición, que se realiza únicamente en línea, el Horror Online Art selecciona 52 cortometrajes. Fieles al espíritu del festival de conseguir el visionado del mayor número de cortos posible, realizan una amplia muestra de países como España, Argentina, México, Bélgica, República Dominicana, Venezuela o Costa Rica. Más de 7.300 personas acceden a la página del festival para votar los cortometrajes y otorgan el premio del público a "El salmo 23", dirigido por Fernando Fraile. A su vez, el jurado lo componen el guionista Tirso Calero; el director de Kifund, José M. Rodríguez; el cineasta José María Castillo; Sergio Gaviño, webmaster de Cine Fantástico; Juanjo Ramos, crítico de cine; Nicolás Gutiérrez Caballero, guionista y director de cine; Rebeca Blasco, redactora y crítica de cine en la web Nido de Cuervos; Jesús Calderón, jefe de contenidos de la web Deterror; Jorge Serna González, presidente de Asturias Fanterror; Alejandro Bedia Ansotegui, vicepresidente de Asturias Fanterror; José Antonio Diego Bogajo, director de Exhumed Movies; el actor José Casas; y los directores del festival, Cynthia Rico y Miguel Suárez. "Tanatría", de Sergio Sánchez, se hace con el premio del jurado al Mejor Cortometraje, mientras que "Leyenda", "El despertar" y "Anorexia" reciben las tres menciones especiales.
El éxito de esta primera edición les hace a Rico y Suárez continuar en 2013, donde se multiplica el número de países participantes y el jurado es encabezado por el preseleccionado al premio Óscar Fernando Cortizo. Le acompañan en el jurado Roy DaRosa, productor de cine; Fernando Bermejo, director de webseries; y Óscar Arias, fundador de La Mansión del Terror, así como los responsables de la muestra. La segunda edición del festival es la última que se realiza únicamente en línea, ya que en las siguientes saldrán a las salas navarras. En esta ocasión el premio del jurado recae en "Fist of Jesus", de David Muñoz y Adrián Cardona. Se entrega mención especial a los cortometrajes "Ángel", "Eusebia" y "Red" y tres premios del público: "Una de miedo", "Insane" y "Laura", donde la participación en línea asciende hasta las 8.000 personas.
Al ver el interés tanto de cineastas de todo el mundo como de público en línea que veía y votaba los cortometrajes los directores del festival deciden que a partir de la tercera edición el certamen tendrá dos partes: una en línea y otra de muestra en salas de Navarra. De esta forma, durante las dos siguientes ediciones (2014 y 2015) el festival proyecta cortometrajes y largometrajes en salas de la Comunidad Foral. En la tercera edición, el premio a Mejor Cortometraje, así como las menciones especiales y otros galardones, son entregados de nuevo por un jurado de profesionales del ámbito cinematográfico, que ese año incluye a personalidades como el prestigioso productor Josep Anton Pérez Giner, el también productor Iván Llamas, la fotógrafa Nadia McGowan o el guionista Álvaro Prieto. "Walkie Talkie" gana ese año el certamen, donde se premia también a "MinaA", "Kids Loves Toys", "En el espejo" y "Cambio de Sintonía".
Una vez finalizada la edición en línea, el festival sale con gran afluencia de público a diferentes salas de Navarra (El Corte Inglés de Pamplona, el local Café con Letras de Estella y el Civivox Iturrama) durante el mes de noviembre. Allí tienen lugar eventos donde se proyectan los mejores cortometrajes del festival. Las diferentes sesiones son presentadas por los directores del festival y cuentan con músicos (El Cuarteto Brandemburgo) que interpretan bandas sonoras del género y cineastas invitados. Además, durante los días de la muestra, en las calles de Pamplona se realizan diferentes acciones con los monstruos del festival. Como novedad, a los cortometrajes también se unen largometrajes destacados, como la innovadora The Cabin in the Woods, de Drew Goddard
En el año 2015 el festival continúa creciendo y recibe en torno a 600 cortometrajes de todos los continentes. Son seleccionados 133 en la Sección Oficial a competición. En esta edición, el cineasta mexicano Henry Bedwell, responsable de la adaptación "Más negro que la noche", uno de los mejores estrenos del cine mexicano, encabeza el jurado. También participan en el mismo David García, director del fanzine Monster World; Marta Triviño, redactora del programa de radio El Color del Cine; Luis Ortiz Escalante, de Amigos del Cine; o el actor Fernando Albert Bermejo, entre otros. Se confirman de nuevo proyecciones en El Corte Inglés de Pamplona y una gran gala final en Civivox Iturrama. A las diferentes sesiones del festival y a la gala final acuden personalidades del cine como el director francés Stephane Guenin, el productor Daniel Jenny, el también realizador Víctor Álvarez y Sebastián Muñoz, de Making Noize Films. El jurado de esta cuarta edición premia ex aequo a los cortometrajes "Therion", de Pepe Botías y Mario García, y "Sector Zero4", de Alfonso García López. Asimismo, el jurado también otorga dos menciones especiales a "The Fear Box-666 Telemarketing", de José Ángel Henrickson y Mari Cielo Pajares, y al finlandés "The silent", de Toni Kristian Tikkanen. Por su parte, el público con sus votos enviados al festival al visionar los cortometrajes opta por la obra "Familia Feliz", de Marina González y Pedro Donate. Igualmente fue reconocido el diseño de cartel de Icons of fear. Durante el festival también se realizan otras actividades al igual que en ediciones anteriores como la salida por las calles de Pamplona de los monstruos del festival, un evento donde la ciudadanía de todas las edades participa un año más. Como cierre de la cuarta edición, se proyecta con gran éxito de público la película seleccionada por el Horror Online Art, The Babadook, de Jennifer Kent.
Una vez finalizados todos los actos, el festival publica un amplio dossier donde Rico y Suárez valoran el carácter internacional del Horror Online Art 2015, así como las más de 8.380 personas que visionaron el catálogo en línea, publicado durante el mes de septiembre con los cortometrajes seleccionados, y la gran acogida que tuvo la muestra en salas y la gala final en Pamplona. En estos momentos, la organización ya se encuentra preparando la quinta edición del festival.
El 28 de julio de 2016 arranca la V edición con la publicación de las bases. El festival selecciona en esta ocasión 130 cortometrajes en la Sección Online y 28 para la Sección en Salas de entre 800 obras enviadas de 78 países. Las sesiones se desarrollan del 4 al 15 de octubre de 2016 en la Sala de Ámbito Cultural de El Corte Inglés de Pamplona y la gala final tiene lugar en Civivox Iturrama. Además de cortometrajes, el festival cuenta con la proyección de 'La cumbre escarlata', de Guillermo del Toro. La V edición premia como mejor cortometraje en salas a "Adam Peiper", de Mónica Mateo, y en la Sección Online gana el cortometraje "Atraco paranormal", de David Gilbank. Asimismo, el jurado (compuesto por Agustín Lara, creador de Adicine; Luis Ortiz Escalante, articulista sobre cine de terror en diversas webs y blogs; la también autora de reseñas y artículos especializados en el género fantástico Lialara, el actor Fernando Albert Bermejo y los directores del festival, Cynthia Rico y Miguel Suárez) otorga menciones especiales a "Artificial", "A rro rró", "Nunca sueñas conmigo", "The cloud" y "Los sobrevivientes", mientras que el público elige como mejores obras "Tu turno" y "Are you there?".
La sexta edición del festival comienza el 26 de junio de 2017 con la publicación de las bases. Como en años anteriores, la muestra abre la convocatoria a cineastas de todo el mundo, que pueden presentar sus trabajos de forma en línea, mediante la plataforma Filmfreeway, hasta el 20 de agosto.
'Void Chair', de Xavier Miralles, y 'The bet', de Mari Cielo Pajares, fueron los ganadores de esta sexta edición, anunciados durante la gala final que tuvo lugar en Pamplona. Las obras recibieron el Premio del Jurado y el del Público junto a una Mención Especial, respectivamente.
La VII edición del Festival de Terror de Navarra publica las bases para la inscripción de cortometrajes el 2 de julio de 2018.
El Festival de Cine Fantástico y de Terror de Navarra regresa en su VIII edición con novedades y una concepción distinta de la muestra internacional que se celebra en Pamplona cada año. En esta ocasión, el festival se centra en la esencia de estos géneros, dando voz a las adaptaciones cinematográficas de obras literarias de autores como Richard Matheson, Stephen King o Nikolái Gógol. Las sesiones comienzan el lunes 28 de octubre en Civivox Iturrama a las 19.00 horas con la película ‘El último hombre sobre la Tierra’, producción de 1964 protagonizada por el mítico actor Vincent Price. El filme constituye una de las mejores metáforas sobre nuestra época a partir de la historia del doctor Robert Morgan, el único superviviente de una guerra bacteriológica que ha asolado el planeta y convertido al resto de las personas en vampiros. 
El 30 de octubre, a las 19.00 horas en la Sala de Ámbito Cultural de El Corte Inglés de Pamplona, continúa el festival con un estreno de este año, la adaptación de 2019 de la famosa novela de Stephen King ‘Cementerio de animales’, una película impredecible que se ha colocado en lo más alto de los filmes de terror actuales. La película está protagonizada por Jason Clarke, John Lithgow y Amy Seimetz, y dirigida por dos de los creadores de cine fantástico más reconocidos de nuestros días: Dennis Widmyer y Kevin Kolsch. El cierre tiene lugar con la película ‘El Viyi’, adaptación de la obra de Nikolái Gógol, que se realiza el jueves 31 de octubre a las 18.30 horas en Civivox Condestable, dentro de la programación del Ciclo de Cine de la Asociación Hispano-Rusa de Navarra, con la que el festival colabora este año. ‘El Viyi’ supone uno de los primeros ejemplos del cine de género soviético, relatando la dura prueba a la que debe enfrentarse un estudiante en una iglesia de una lejana aldea. Tanto esta como el resto de sesiones cuentan con una presentación a cargo de Miguel Suárez para introducir los datos más relevantes de cada una de las proyecciones.
El 16 de octubre de 2020, el festival anuncia que celebrará su IX edición entre el 28 y el 30 de octubre, pero explica que, debido a la situación de la pandemia Covid 19, el certamen no se podrá realizar como en otras ediciones, lo que hace que se reduzcan los espacios donde suele llevarse a cabo y la propuesta escénica de la cita. En concreto, este año se homenajeará a dos de los creadores que más importancia han tenido para la muestra: Peter Bogdanovich y Dario Argento. Ambas sesiones estarán presentadas por el director del festival, Miguel Suárez de Cerro, y contarán con todas las medidas sanitarias de seguridad. Las sesiones tendrán lugar en Civivox Iturrama e incluirán obras como 'El héroe anda suelto' o 'Rojo oscuro'.
En esta ocasión no se podrá contar con actuaciones ni invitados especiales, tampoco habrá votaciones de cortometrajes por parte del público y solo se llevará a cabo en un espacio. Sin embargo, ante esta dificultad causada por la Covid-19, el festival decide centrarse en un tema relacionado con el género para desarrollar su propuesta: una reflexión acerca de los miedos contemporáneos a través del arte.
La inscripción de cortometrajes para la X edición se extiende hasta el 16 de agosto. Además, se anuncia que esta décima edición se realizará por primera vez en la Casa de la Juventud de Pamplona, convirtiéndose este lugar en nueva sede del festival. El festival recibe obras de 40 países diferentes, entre los que se encuentran España, Alemania, Argentina, Australia, Bélgica, Bielorrusia, Bolivia, Brasil, Bulgaria, Canadá, China, Colombia, Corea del Sur, Costa Rica, Francia, Grecia, Inglaterra, México, Noruega, Perú, Portugal, Rusia, Suiza, Turquía o Estados Unidos; superando la cifra de 300 cortometrajes presentados a competición.
El certamen 2021 se extiende entre el 25 y el 30 de agosto, proyectando 35 cortometrajes, la película Ghostland y contando con actuaciones, concursos y talleres en la Casa de la Juventud. El Jurado del X Festival premia el cortometraje inglés ‘Burn’, de Judson Vaughan, como Mejor cortometraje de esta edición.
La XI edición del Festival Internacional de Cine Fantástico y de Terror presenta este año una nutrida lista de cortometrajes recientes, en sesiones que tienen lugar a las 19.00 horas del 9 al 12 de noviembre en la Casa de la Juventud, con entrada gratuita. Los tres primeros días, el festival muestra cortometrajes de terror, ciencia ficción, comedia negra o fantasía, que llegan tanto de distintos países europeos como del cine americano y asiático más novedoso. Todas estas obras suponen estrenos en la ciudad y muchas de ellas, incluso, en España; otras aterrizan en Pamplona directamente tras pasar por festivales del género tan relevantes como Sitges 2022. Asimismo, en los cortometrajes se pueden ver caras conocidas de intérpretes nacionales, como Belén Rueda o Pablo Chiapella, e internacionales. Unido a esto, el cuarto día del festival se proyecta la galardonada película ‘La invitación’, premio a la Mejor Película en el Festival de Sitges, protagonizada por Logan Marshall y Emayatzy Corinealdi, y dirigida por la cineasta Karyn Kusama. Asimismo, en esta sesión se anuncian los premios a los mejores cortometrajes de este año: el del público, ya que los espectadores votan en cada sesión sus obras favoritas, y el del Jurado, compuesto por un grupo de expertos que unen distintas facetas del séptimo arte (dirección, guion, interpretación o distribución). Por último, cabe destacar que el festival colabora, por primera vez, con la productora audiovisual CVLTO, que también se ha encargado del diseño de este año, a la que el festival agradece el haber querido sumarse a este proyecto, que ya lleva once años en la ciudad y que espera seguir creciendo. 
El jurado del certamen premia como Mejor Cortometraje a ‘665’, dirigido por Juan de Dios Garduño y protagonizado por Pablo Chiapella, y entrega menciones especiales a ‘La inquilina’, ‘Operación Frankenstein’, ‘Under the ice’ y ‘La Nueva’, corto que también obtiene el Premio del Público, elegido con los votos depositados cada día por los espectadores. 
El Festival de Cine Fantástico y de Terror de Navarra regresa un año más a Pamplona y celebrará su XII edición del 25 al 28 de octubre en la Casa de la Juventud. Todas las sesiones tendrán lugar a las 19.00 horas con entrada gratuita. En ellas se podrá ver una selección de los cortometrajes de todo el mundo que han llegado al festival y que compiten este año en la Sección Oficial, así como un largometraje invitado.  El Jurado 2023 está integrado por la periodista y escritora Paula Lozano, la cineasta Carla Calderón, la productora Ana Isabel Martins, el actor Albert Fernando Bermejo, la promotora cultural Brenda Ramírez y el locutor Luis Ortiz Escalante. 

## Carteles
A lo largo de todas las ediciones realizadas hasta el momento, los carteles del festival han contado con conocidos espacios de Pamplona como protagonistas. Entre ellos se encuentra la Plaza del Castillo, el Monumento a los Fueros o el Ayuntamiento de la capital navarra. Asimismo, en la VII edición (2018) el estanque del parque de Yamaguchi se convierte en el protagonista del cartel. El cartel original del festival 2019 hace referencia a los tres centros que acogen sesiones (Civivox Iturrama, El Corte Inglés y Civivox Condestable) con la imagen de Vincent Price, y el de 2020 se inspira en 'Rojo Oscuro', de Argento. La décima edición incluye por primera vez la Casa de la Juventud, al haberse convertido en nueva sede del festival.